# Chinese Restaurant
Chinese Restaurant (Chino simplificado: 中餐厅, Chino tradicional: 中餐廳, pinyin: Zhōngcāntīng), es un Programa de Televisión y Comida de China transmitido desde el 22 de julio de 2017 hasta ahora con 4 temporadas a través de Hunan Television. 

## Formato
Un grupo de cinco famosos populares del momento se unen para administrar un restaurante en un país diferente. Durante la primera temporada el grupo viajó a Tailandia, durante la segunda a Francia y en la tercera a Italia.

## Miembros

### Miembros actuales[3]
| Artista           | Ocupación | Episodios | Temporadas      |
| ----------------- | --------- | --------- | --------------- |
| Huang Xiaoming    | Actor     | 1.1 -     | 1, 3 - presente |
| Qin Hailu         | Actriz    | 3.1 -     | 3 - presente    |
| Yang Zi           | Actriz    | 3.1 -     | 3 - presente    |
| Jack Lin (林述巍) | Chef      | 3.1 -     | 3 - presente    |
| Tong Zhuo         | -         | 3.3 -     | 3 - presente    |
| Dylan Wang        | Actor     | 3.9 -     | 3 - presente    |
| Karry Wang        | Cantante  | 2.1 - 3.8 | 2 - 3           |

### Antiguos miembros
| Artista                         | Ocupación        | Episodios | Temporadas | Duración    |
| ------------------------------- | ---------------- | --------- | ---------- | ----------- |
| Zhao Wei                        | Actriz           | 23        | 1 - 2      | 2017 - 2018 |
| Zhou Dongyu                     | Actriz           | 11        | 1          | 2017        |
| Zhang Liang                     | Actor / Modelo   | 11        | 1          | 2017        |
| Enti Jin (靳梦佳)               | Presentadora     | 11        | 1          | 2017        |
| Shu Qi                          | Actriz           | 12        | 2          | 2018        |
| Alec Su                         | Cantante         | 12        | 2          | 2018        |
| Bai Jugang (Pax Congo / 白举纲) | Actor / Cantante | 12        | 2          | 2018        |

### Artistas invitados
| Nombre                    | Ocupación        | Temporada | Episodio donde apareció | Duración |
| ------------------------- | ---------------- | --------- | ----------------------- | -------- |
| Cui Xinqin (崔新琴)       | -                | 1         | 4                       | 2017     |
| Mike Angelo               | Actor / Cantante | 1         | 5                       | 2017     |
| Boat Sirirod (泰国男歌手) | Cantante         | 1         | 5                       | 2017     |
| Hongyok AF10              | Cantante         | 1         | 5                       | 2017     |
| Zhang Tielin              | Actor            | 2         | 4-5                     | 2018     |
| Bao Bei'er                | Actor            | 2         | 8-9                     | 2018     |
| Yang Zishan               | Actriz           | 2         | 8-9                     | 2018     |
| Huang Xiaoming            | Actor            | 2         | 9-10                    | 2018     |
| Tong Zhuo                 | -                | 3         | 3-                      | 2019     |
| Neil Gao                  | -                | 3         | 3-5                     | 2019     |
| Shen Mengchen             | Actriz           | 3         | 6-7                     | 2019     |
| Du Haitao                 | Comediante       | 3         | 6-7                     | 2019     |

## Episodios
El programa hasta ahora ha emitido 3 temporadas:
- La primera temporada fue transmitida del 22 de julio del 2017 hasta el 30 de septiembre del mismo año y estuvo conformada por 11 episodios.
- La segunda temporada fue emitida del 20 de julio del 2018 hasta el 5 de octubre del 2018 y transmitió 12 episodios.
- La tercera temporada fue estrenada el 26 de julio del 2016 y está conformada por 12 episodios.

### Ratings

#### Primera temporada
| Calificaciones de estreno de Hunan Television | Calificaciones de estreno de Hunan Television | Calificaciones de estreno de Hunan Television | Calificaciones de estreno de Hunan Television | Calificaciones de estreno de Hunan Television | Calificaciones de estreno de Hunan Television | Calificaciones de estreno de Hunan Television | Calificaciones de estreno de Hunan Television | Calificaciones de estreno de Hunan Television | Calificaciones de estreno de Hunan Television | Calificaciones de estreno de Hunan Television | Calificaciones de estreno de Hunan Television |
| No.                                           | Código                                        | Fecha de emisión                              | CSM52                                         | CSM52                                         | CSM52                                         | Red Nacional de CSM                           | Red Nacional de CSM                           | Red Nacional de CSM                           | Red Nacional de CSM (área metropolitana)      | Red Nacional de CSM (área metropolitana)      | Red Nacional de CSM (área metropolitana)      |
| No.                                           | Código                                        | Fecha de emisión                              | Rating                                        | Compartido                                    | Ranking                                       | Rating                                        | Compartido                                    | Ranking                                       | Rating                                        | Compartido                                    | Ranking                                       |
| --------------------------------------------- | --------------------------------------------- | --------------------------------------------- | --------------------------------------------- | --------------------------------------------- | --------------------------------------------- | --------------------------------------------- | --------------------------------------------- | --------------------------------------------- | --------------------------------------------- | --------------------------------------------- | --------------------------------------------- |
| 1                                             | 1                                             | 22 de julio de 2017                           | 1.369                                         | 7.31                                          | 3                                             | 1.36                                          | 8.7                                           | 1                                             | 1.52                                          | 9.04                                          | 1                                             |
| 2                                             | 2                                             | 29 de julio de 2017                           | 1.486                                         | 8.34                                          | 2                                             | 1.44                                          | 9.55                                          | 1                                             | 1.61                                          | 9.8                                           | 1                                             |
| 3                                             | 3                                             | 5 de agosto de 2017                           | 1.351                                         | 7.50                                          | 1                                             | 1.34                                          | 8.73                                          | 1                                             | 1.6                                           | 9.48                                          | 1                                             |
| 4                                             | 4                                             | 12 de agosto de 2017                          | 1.353                                         | 7.68                                          | 1                                             | 1.21                                          | 8.18                                          | 1                                             | 1.45                                          | 9.07                                          | 1                                             |
| 5                                             | 5                                             | 19 de agosto de 2017                          | 1.544                                         | 8.83                                          | 1                                             | 1.38                                          | 9.39                                          | 1                                             | 1.55                                          | 9.64                                          | 1                                             |
| 6                                             | 6                                             | 26 de agosto de 2017                          | 1.531                                         | 8.64                                          | 2                                             | 1.1                                           | 7.43                                          | 1                                             | 1.32                                          | 8.16                                          | 1                                             |
| 7                                             | 7                                             | 2 de septiembre de 2017                       | 1.129                                         | 6.70                                          | 3                                             | 0.96                                          | 7.07                                          | 1                                             | 1.2                                           | 7.86                                          | 1                                             |
| 8                                             | 8                                             | 9 de septiembre de 2017                       | 1.193                                         | 6.94                                          | 1                                             | 1.06                                          | 7.62                                          | 1                                             | -                                             | -                                             | -                                             |
| 9                                             | 9                                             | 16 de septiembre de 2017                      | 1.045                                         | 6.30                                          | 4                                             | 1.09                                          | 7.87                                          | 1                                             | 1.25                                          | 8.05                                          | 1                                             |
| 10                                            | 10                                            | 23 de septiembre de 2017                      | 1.049                                         | 6.30                                          | 6                                             | 0.98                                          | 7.06                                          | 1                                             | 1.18                                          | 7.45                                          | 1                                             |
| 11                                            | 11                                            | 30 de septiembre de 2017                      | 1.085                                         | 6.74                                          | 2                                             | 1.08                                          | 7.81                                          | 1                                             | 1.27                                          | 8.21                                          | 1                                             |

#### Segunda temporada
| Calificaciones de estreno de Hunan Television | Calificaciones de estreno de Hunan Television | Calificaciones de estreno de Hunan Television | Calificaciones de estreno de Hunan Television | Calificaciones de estreno de Hunan Television | Calificaciones de estreno de Hunan Television | Calificaciones de estreno de Hunan Television | Calificaciones de estreno de Hunan Television | Calificaciones de estreno de Hunan Television | Calificaciones de estreno de Hunan Television | Calificaciones de estreno de Hunan Television | Calificaciones de estreno de Hunan Television |
| No.                                           | Código                                        | Fecha de emisión                              | CSM52                                         | CSM52                                         | CSM52                                         | Red Nacional de CSM                           | Red Nacional de CSM                           | Red Nacional de CSM                           | Red Nacional de CSM (área metropolitana)      | Red Nacional de CSM (área metropolitana)      | Red Nacional de CSM (área metropolitana)      |
| No.                                           | Código                                        | Fecha de emisión                              | Rating                                        | Compartido                                    | Ranking                                       | Rating                                        | Compartido                                    | Ranking                                       | Rating                                        | Compartido                                    | Ranking                                       |
| --------------------------------------------- | --------------------------------------------- | --------------------------------------------- | --------------------------------------------- | --------------------------------------------- | --------------------------------------------- | --------------------------------------------- | --------------------------------------------- | --------------------------------------------- | --------------------------------------------- | --------------------------------------------- | --------------------------------------------- |
| 1                                             | 12                                            | 20 de julio de 2018                           | 1.056                                         | 7.80                                          | 1                                             | 1.13                                          | 9.55                                          | 1                                             | 1.43                                          | 10.8                                          | 1                                             |
| 2                                             | 13                                            | 27 de julio de 2018                           | 0.884                                         | 6.19                                          | 3                                             | 1.09                                          | 8.69                                          | 1                                             | -                                             | -                                             | -                                             |
| 3                                             | 14                                            | 3 de agosto de 2018                           | 0.748                                         | 5.36                                          | 4                                             | 0.83                                          | 6.72                                          | 2                                             | -                                             | -                                             | -                                             |
| 4                                             | 15                                            | 10 de agosto de 2018                          | 0.817                                         | 5.83                                          | 3                                             | 0.99                                          | 7.83                                          | 1                                             | -                                             | -                                             | -                                             |
| 5                                             | 16                                            | 17 de agosto de 2018                          | o.693                                         | 4.79                                          | 5                                             | 0.78                                          | 6.44                                          | 2                                             | -                                             | -                                             | -                                             |
| 6                                             | 17                                            | 24 de agosto de 2018                          | 0.628                                         | 4.51                                          | 3                                             | 0.74                                          | 6.19                                          | 2                                             | -                                             | -                                             | -                                             |
| 7                                             | 18                                            | 31 de agosto de 2018                          | 0.615                                         | 4.39                                          | 3                                             | 0.68                                          | 5.5                                           | 2                                             | -                                             | -                                             | -                                             |
| 8                                             | 19                                            | 7 de septiembre de 2018                       | 0.615                                         | 4.34                                          | 3                                             | 0.64                                          | 5.63                                          | 2                                             | -                                             | -                                             | -                                             |
| 9                                             | 20                                            | 14 de septiembre de 2018                      | 0.673                                         | 4.78                                          | 4                                             | 0.6                                           | 4.95                                          | 2                                             | -                                             | -                                             | -                                             |
| 10                                            | 21                                            | 21 de septiembre de 2018                      | 0.631                                         | 4.36                                          | 4                                             | 0.56                                          | 4.79                                          | 2                                             | -                                             | -                                             | -                                             |
| 11                                            | 22                                            | 30 de septiembre de 2018                      | 0.485                                         | 4.03                                          | 6                                             | 0.45                                          | 4.47                                          | 2                                             | -                                             | -                                             | -                                             |
| 12                                            | 23                                            | 5 de octubre de 2018                          | 0.553                                         | 3.93                                          | 4                                             | 0.42                                          | 3.71                                          | 1                                             | -                                             | -                                             | -                                             |

#### Tercera temporada
| Calificaciones de estreno de Hunan Television | Calificaciones de estreno de Hunan Television | Calificaciones de estreno de Hunan Television | Calificaciones de estreno de Hunan Television | Calificaciones de estreno de Hunan Television | Calificaciones de estreno de Hunan Television | Calificaciones de estreno de Hunan Television | Calificaciones de estreno de Hunan Television | Calificaciones de estreno de Hunan Television | Calificaciones de estreno de Hunan Television | Calificaciones de estreno de Hunan Television | Calificaciones de estreno de Hunan Television |
| No.                                           | Código                                        | Fecha de emisión                              | CSM52                                         | CSM52                                         | CSM52                                         | Red Nacional de CSM                           | Red Nacional de CSM                           | Red Nacional de CSM                           | Red Nacional de CSM (área metropolitana)      | Red Nacional de CSM (área metropolitana)      | Red Nacional de CSM (área metropolitana)      |
| No.                                           | Código                                        | Fecha de emisión                              | Rating                                        | Compartido                                    | Ranking                                       | Rating                                        | Compartido                                    | Ranking                                       | Rating                                        | Compartido                                    | Ranking                                       |
| --------------------------------------------- | --------------------------------------------- | --------------------------------------------- | --------------------------------------------- | --------------------------------------------- | --------------------------------------------- | --------------------------------------------- | --------------------------------------------- | --------------------------------------------- | --------------------------------------------- | --------------------------------------------- | --------------------------------------------- |
| 1                                             | 24                                            | 26 de julio de 2019                           | 0.904                                         | 7.03                                          | 4                                             | 0.76                                          | 6.92                                          | 2                                             | 0.97                                          | 7.94                                          | 2                                             |
| 2                                             | 25                                            | 2 de agosto de 2019                           | 0.672                                         | 4.87                                          | 3                                             | 0.61                                          | 5.76                                          | 2                                             | -                                             | -                                             | -                                             |
| 3                                             | 26                                            | 9 de agosto de 2019                           | -                                             | -                                             | -                                             | 0.64                                          | 6.68                                          | 2                                             | -                                             | -                                             | -                                             |

## Música
El programa ha emitido una sola canción, con varias interpretaciones:
| No. | Intérprete (es)                                 | Canción            | Compositor | Escritor            | Notas               |
| --- | ----------------------------------------------- | ------------------ | ---------- | ------------------- | ------------------- |
| 1   | Zhao Wei & Huang Xiaoming                       | Chinese Restaurant | Tu Yi      | Meng Xiao           | (Primera temporada) |
| 2   | Zhou Dongyu                                     | Chinese Restaurant | Tu Yi      | Meng Xiao           | (Edición especial)  |
| 3   | Zhao Wei & Alec Su                              | Chinese Restaurant | Tu Yi      | Meng Xiao           | (Segunda temporada) |
| 4   | Huang Xiaoming, Qin Hailu, Karry Wang & Yang Zi | Chinese Restaurant | Tu Yi      | Meng Xiao & Ye Feng | (Tercera temporada) |

## Premios y nominaciones
| Año  | Categoría                | Premio             | Nominado           | Resultado            |
| ---- | ------------------------ | ------------------ | ------------------ | -------------------- |
| 2017 | Variety Show of the Year | Tencent Star Award | Chinese Restaurant | Ganó[cita requerida] |

## Producción
El programa es dirigido por Wang Tian.
La primera temporada del programa fue filmado en Ko Chang, Tailandia, mientras que la segunda temporada fue filmada en Colmar, Francia y la tercera temporada es filmada en Taormina, Italia.
A su estreno el programa fue acusado de copiar el programa surcoreano "Youn's Kitchen", mostrando un formato muy similar al del programa surcoreano.

### Distribución internacional
| País           | Cadena                                   | Fecha de Emisión                             | Fecha de Emisión        | Fecha de Emisión  | Notas                      |
| País           | Cadena                                   | Primera temporada                            | Segunda temporada       | Tercera temporada | Notas                      |
| -------------- | ---------------------------------------- | -------------------------------------------- | ----------------------- | ----------------- | -------------------------- |
| Estados Unidos | Sky Link TV                              | -                                            | 25 de julio de 2018     | -                 |                            |
| Hong Kong      | TVB Asian Variety TVB J2                 | 13 de enero de 2018 -                        | - 28 de octubre de 2018 | -                 | - (en mandarín y cantonés) |
| Malasia        | Astro Quan Jia HD                        | 16 de febrero de 2018                        | 20 de julio de 2018     | -                 |                            |
| Singapur       | E City                                   | 1 de noviembre de 2017                       | 9 de enero de 2019      | -                 |                            |
| Taiwán         | CTi Variety CTV Main Channel CTi Variety | 5 de agosto de 2018 9 de diciembre de 2018 - | - 6 de enero de 2019    | -                 | -                          |